# 下瀬谷
下瀬谷（しもせや）は、神奈川県横浜市瀬谷区の西部にある地名。現行行政地名は下瀬谷一丁目から三丁目。住居表示は未実施区域。

## 地理
瀬谷区の西端部に位置し、最西部の三丁目は大和市上和田に隣接、最南部の一丁目は泉区下飯田町に隣接している。
地区内には、学校は2校所在する（瀬谷さくら小学校・下瀬谷中学校）が、学区上の問題で隣接する南瀬谷小学校、南瀬谷中学校、瀬谷第二小学校に通学する生徒もいる。
また、環状4号や中原街道沿いには、ロードサイドショップが多く存在する。

### 河川
- 相沢川‐横浜市泉区・大和市との市界・区界
- 境川‐神奈川県大和市との市界

### 地価
住宅地の地価は、2025年（令和7年）1月1日の公示地価によれば、下瀬谷二丁目45番5の地点で16万6000円/m²となっている。

## 歴史

### 沿革
- 1981年（昭和56年）11月9日 - 町界町名地番整理事業の施行に伴い、瀬谷町の一部を分離し、下瀬谷一丁目から三丁目を新設[7][8]。

### 地名の由来
町名は地元の要望により、通称として定着していた字名を採った。

## 世帯数と人口
2025年（令和7年）6月30日現在（横浜市発表）の世帯数と人口は以下の通りである。
| 丁目         | 世帯数    | 人口    |
| ------------ | --------- | ------- |
| 下瀬谷一丁目 | 850世帯   | 1,943人 |
| 下瀬谷二丁目 | 1,288世帯 | 2,755人 |
| 下瀬谷三丁目 | 1,503世帯 | 3,196人 |
| 計           | 3,641世帯 | 7,894人 |

### 人口の変遷
国勢調査による人口の推移。
| 年                 | 人口  |
| ------------------ | ----- |
| 1995年（平成7年）  | 8,360 |
| 2000年（平成12年） | 8,683 |
| 2005年（平成17年） | 8,495 |
| 2010年（平成22年） | 8,190 |
| 2015年（平成27年） | 8,175 |
| 2020年（令和2年）  | 8,066 |

### 世帯数の変遷
国勢調査による世帯数の推移。
| 年                 | 世帯数 |
| ------------------ | ------ |
| 1995年（平成7年）  | 2,603  |
| 2000年（平成12年） | 2,869  |
| 2005年（平成17年） | 2,943  |
| 2010年（平成22年） | 2,982  |
| 2015年（平成27年） | 3,142  |
| 2020年（令和2年）  | 3,250  |

## 学区
市立小・中学校に通う場合、学区は以下の通りとなる（2021年8月時点）。
| 丁目         | 番・番地等                                                                              | 小学校                   | 中学校               |
| ------------ | --------------------------------------------------------------------------------------- | ------------------------ | -------------------- |
| 下瀬谷一丁目 | 1番地〜4番地の5 4番地の7・8・10〜14 4番地の18〜24 4番地の30〜7番地 9〜10番地 24〜25番地 | 横浜市立南瀬谷小学校     | 横浜市立南瀬谷中学校 |
| 下瀬谷一丁目 | 4番地の6・9・15〜17 4番地の25〜29 8番地 11〜23番地 26〜41番地                           | 横浜市立瀬谷さくら小学校 | 横浜市立下瀬谷中学校 |
| 下瀬谷二丁目 | 1〜15番地 17番地〜19番地の6 36〜52番地                                                  | 横浜市立瀬谷さくら小学校 | 横浜市立下瀬谷中学校 |
| 下瀬谷二丁目 | 16番地 19番地の7〜35番地                                                                | 横浜市立瀬谷第二小学校   | 横浜市立下瀬谷中学校 |
| 下瀬谷三丁目 | 全域                                                                                    | 横浜市立瀬谷さくら小学校 | 横浜市立下瀬谷中学校 |

## 事業所
2021年（令和3年）現在の経済センサス調査による事業所数と従業員数は以下の通りである。
| 丁目         | 事業所数  | 従業員数 |
| ------------ | --------- | -------- |
| 下瀬谷一丁目 | 30事業所  | 208人    |
| 下瀬谷二丁目 | 40事業所  | 591人    |
| 下瀬谷三丁目 | 63事業所  | 334人    |
| 計           | 133事業所 | 1,133人  |

### 事業者数の変遷
経済センサスによる事業所数の推移。
| 年                 | 事業者数 |
| ------------------ | -------- |
| 2016年（平成28年） | 146      |
| 2021年（令和3年）  | 133      |

### 従業員数の変遷
経済センサスによる従業員数の推移。
| 年                 | 従業員数 |
| ------------------ | -------- |
| 2016年（平成28年） | 925      |
| 2021年（令和3年）  | 1,133    |

## 交通

### 鉄道
地区内には、鉄道路線は無いが小田急江ノ島線・相鉄本線大和駅、相鉄本線三ツ境駅・瀬谷駅
相鉄いずみ野線いずみ野駅、横浜市営地下鉄ブルーライン立場駅のバスが運行しておりそちらが利用可能。

また、小田急江ノ島線桜ヶ丘駅も近接しておりそちらも利用可能である。

### 道路
- 横浜市道18号環状4号線
- 神奈川県道45号丸子中山茅ヶ崎線

## 施設

### 主な施設
- 横浜市瀬谷消防署下瀬谷出張所<管轄;下瀬谷,南瀬谷,南台,宮沢,橋戸,北新>
- 横浜市下瀬谷地域ケアプラザ
- 瀬谷さくら小学校コミュニティースクール
- 全通院勢至堂。曹洞宗徳善寺別院。瀬谷八福神の一つ。
- 神奈川県住宅供給公社下瀬谷団地

### 商業施設
- ハックドラッグ･瀬谷店
- そうてつローゼン･南瀬谷店

### 教育機関
- 横浜市立瀬谷さくら小学校
- 横浜市立下瀬谷中学校
- 横浜市立南瀬谷小学校
- 横浜市立南瀬谷中学校
- 横浜市立瀬谷第二小学校

## その他

### 日本郵便
- 郵便番号 : 246-0035[3]（集配局：瀬谷郵便局[18]）。

### 警察
町内の警察の管轄区域は以下の通りである。
| 町丁         | 番地等 | 警察署     | 交番・駐在所 |
| ------------ | ------ | ---------- | ------------ |
| 下瀬谷一丁目 | 全域   | 瀬谷警察署 | 南台交番     |
| 下瀬谷二丁目 | 全域   | 瀬谷警察署 | 南台交番     |
| 下瀬谷三丁目 | 全域   | 瀬谷警察署 | 北新駐在所   |